# Horminum
Horminum este un gen de plante din familia Lamiaceae.

## Specii
Cuprinde  o singură specie: Horminum pyrenaicum, care este găsită pe pantele stâncoase și pe pajiștile Pirineilor sau ale Alpilor din Europa occidentală.
Este o plantă perenă cu o înălțime de 45 cm. Frunzele sunt în formă de rozetă, lungi de 3–7 cm și late de 2–5 cm, ovate, lucioase, de culoare verde închis, cu marginea dințată. Florile formează verticile pe partea de sus a tulpinei. Au culoarea mov închis, de formă tubulară sau de clopot, lungi de 1,5–2 cm, cu două buze.